# 榛原町站
榛原町站（日语：／ Haibarachō eki */?）是位於静岡縣榛原郡榛原町（現時：牧之原市），靜岡鐵道駿遠線的鐵路車站（廢站）。
此站是位於榛原町的中心，客量僅次於相良站。此站最接近靜波海岸，在夏季有許多海灘客到訪。

## 歷史
- 1915年（大正4年）9月18日 - 藤相鐵道細江站至川崎町站之間開通，川崎町站啟用[2]。
- 1915年（大正4年）9月23日 - 川崎町站改名為遠州川崎町站[2]。
- 1918年（大正7年）6月16日 - 藤相鐵道遠州川崎町站至相良站之間開通[2]。
- 1943年（昭和18年）5月15日 - 在公司合併後，成為靜岡鐵道藤相線的車站。
- 1948年（昭和23年）9月6日 - 在路線合併後，成為靜岡鐵道駿遠線的車站。
- 1955年（昭和30年） - 遠州川崎町站改名為榛原町站。
- 1968年（昭和43年）8月22日 - 大井川站至堀野新田之間廢除，此站也被廢除[2]。

## 現狀
現時，車站遺址變成為靜鐵Justline榛原巴士總站（舊榛原營業所），現時巴士站名稱為「靜波海岸入口」。

## 相鄰車站
靜岡鐵道
駿遠線
靜波－榛原町－片濱

## 注腳
1. ↑  鉄道停車場一覧：昭和12年10月1日現在 國立國會圖書館數碼化收藏
2. 1 2 3 4  今尾惠介監修《日本鐵道旅行地圖帳 7號 東海》新潮社 31頁

## 相關項目
- 日本鐵路車站列表 Ha